# Bertil Sernros
Bertil Gunnar Sernros, ursprungligen Johansson, född 20 april 1921 i Örgryte församling, Göteborgs och Bohus län, död 30 september 1993 i Göteborgs Sankt Pauli församling, var en svensk fotbollsspelare, halvback (mittfältare) i Gais. Sernros är bland dem som spelat flest matcher och antal år i Gais, sammanlagt 281 matcher mellan 1939 och 1956, och han vann allsvenskt guld med laget säsongen 1953/1954.
Sernros var en stenhård halvback som arbetade som brandförman i Göteborg. Under karriären gjorde han sammanlagt 16 mål. Han utgjorde tillsammans med Sixten "Tjärpapp" Rosenqvist och Sven "Jack" Jacobsson en klassisk halvbackstrio, och spelade en B-landskamp för Sverige, mot Norge 1947. Han spelade även i Gais handbollslag.
Sernros barnbarn, Anton Örje Sernros, debuterade för Gais 2023.